# アサバスカ川
アサバスカ川（アサバスカがわ、英:Athabasca River、仏:Rivière Athabasca）は、カナダ西部、アルバータ州を流れるマッケンジー川水系の河川である。

## 概要
アサバスカ川は、ジャスパー国立公園内にあるコロンビア氷原から流れ出している氷河の1つである、アサバスカ氷河の先端部で溶けた水を源流とする。そこからおおむね北東方向へと流れ、ウッドバッファロー国立公園内でアサバスカ湖に注ぐ。なお、ジャスパーからおよそ30km上流には、アサバスカ滝が存在する。河川名の「アサバスカ（aðapaskāw）」というのは、クリー語で「次々と植物が生えている場所」といった意味であり、要するに、何種類もの植物が見られる場所ということであるという説が存在する。一方で、河川名の「アサバスカ」というのは、クリー語で「アシの生えている場所」という意味で、つまり、アシの生えるような水辺であるという説も存在する。この他特筆すべきこととして、この川の流域にはアサバスカ・オイルサンド（アサバスカ油砂）が分布しているため、この川は、水銀や鉛を始めとする11種類の有害な元素によって汚染されていることが確認されている。また、このアサバスカ川沿いには、アサバスカの名を冠した町のアサバスカ（Athabasca）も存在している。
アサバスカ湖に注ぐピース川とアサバスカ川の内陸三角州であるピース・アサバスカ・デルタ一帯は1982年にラムサール条約に登録された。

## 主な支流
下流より記載

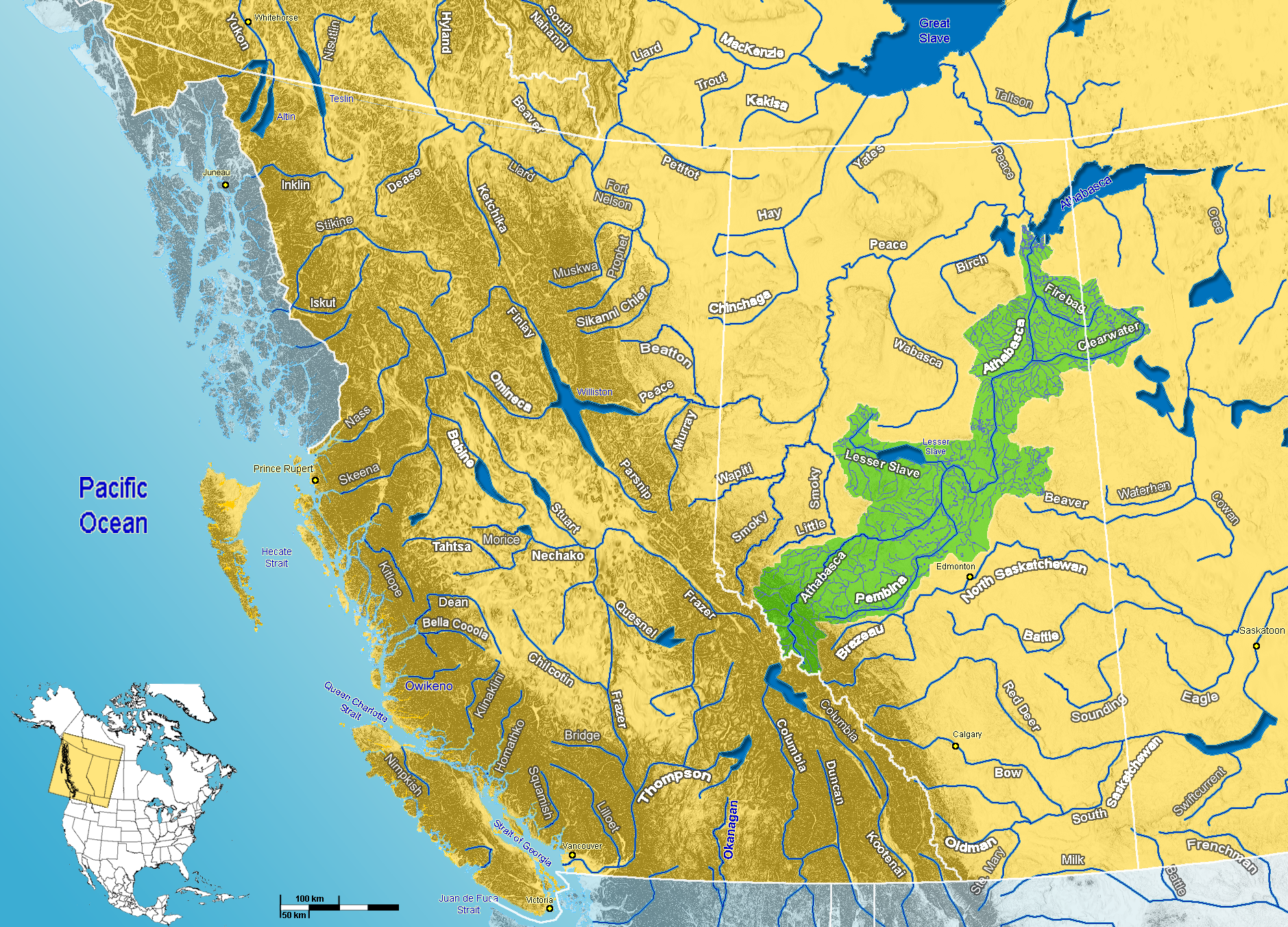
アサバスカ川流域

- ファイアバグ川（Firebag River） - この川の流域にもオイルサンド（油砂）が分布している。
- クリアウォーター川
- レッサースレイブ川（Lesser Slave River）
- フリーマン川（英語版）（Freeman River）
- マクリーオド川（英語版）（McLeod River）
- フィドル川（Fiddle River） - 名称は楽器のフィドルに由来しているとされている。
- スネイクインディアン川（英語版）（Snake Indian River）
- スネアリング川（Snaring River） - 名称は罠に由来している。
- マライン川（Maligne River）
- マイエット川（英語版）（Miette River）
- アストリア川（英語版）（Astoria River）
- ホワールプール川（英語版）（Whirpool River）
- サンワプタ川（英語版）（Sunwapta River）